# レーザー-トレラー兆候

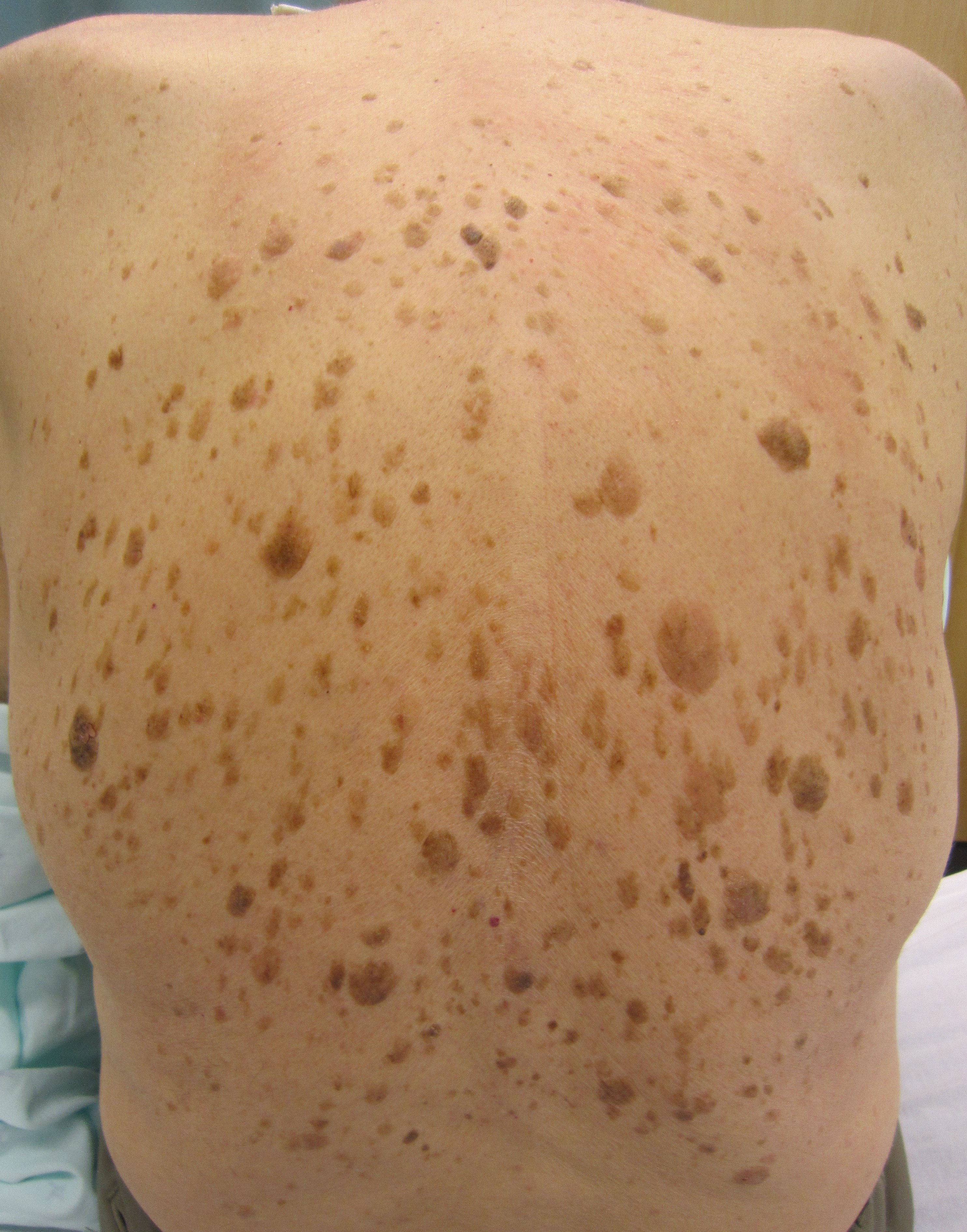
多発した脂漏性角化症の症例。レーザー-トレラー兆候兆候を合併した大腸がんの患者。

レーザー-トレラー兆候（レーザー-トレラーちょうこう、英:Leser-Trélat sign）は、急速に発症する多発性の脂漏性角化症で、多くの色素沈着した皮膚病変を呈する。しばしば炎症を基礎疾患とする。内臓悪性腫瘍の皮膚病変のひとつとして、腫瘍随伴症候群としてみられることもある。新たな病変が出現することに加え、既存の病変はしばしば拡大し、症状が悪化する。

## 歴史
名称は Edmund Leser と Ulysse Trélat に由来する。
LeserとTrélatにより、血管腫(angiomas)と、非脂漏性角化症が提唱された。Hollanderは、これに先んじて1900年に論文を報告している。

## 関連する疾患
ほとんどが悪性腫瘍 に関連する。特に消化管の腺癌 (胃、肝臓、大腸直腸、膵臓)が多い。乳がん、肺癌、尿路系悪性腫瘍、リンパ系悪性腫瘍においても、この印象的な皮疹はみられることがある。各種のサイトカイン やその他の成長因子を悪性腫瘍が生成するために、脂漏性角化症の表現型を呈すると考えられている。
腫瘍随伴性黒色表皮腫(paraneoplastic acanthosis nigricans、患者の35%にみられる)、皮膚乳頭腫(cutaneous papillomatosis)、ichthyosis acquisita (後天性 hypertrichosis lanuginosa)、コーデン病、tylosis、acrokeratosis paraneoplasticaのBazex と トライプパームス はレーザー-トレラー兆候とともにみられることがある。